# 히만기니 싱 야두
히만기니 싱 야두 Himangini Singh Yadu(1988년 ~ )는 인도의 모델이다. 히만기니 싱 야두는 대한민국 서울에서 개최된 2012년 슈퍼탤런트 오브 더 월드에서 1위를 차지했다. 슈퍼탤런트 오브 더 월드 2011년 우승자 우크라이나의 다이아나 스타코바가 왕관을 씌워주었다.

## 생애

### 학창 시절
사교성이 뛰어났고 여행을 좋아하는 히만기니 싱 야두는 하루아침에 모델이 된 것이 아니었다. 인도의 영어학교 CBSE 패턴 스쿨을 다녔다.

### 모델 데뷔
인도의 미인대회 I Am She 2010에 입상을 하면서 데뷔했다.

### 슈퍼텔런트 인데이버
히만기니 싱 야두는 2012년 슈퍼탤런트 오브 더 월드에서 우승한 후, 인도 패션 위크 및 볼리우드 영화배우로 왕성한 활동을 하고 있다.
2012년 8월에는 인도를 빛낸 '유스 아이콘'으로 선정되었으며, 1994년 미스 유니버스 세계 대회에서 1위를 차지한 그녀의 멘토 수쉬미타 센과 함께 '다이어트 북'을 출간하였다.

## 같이 보기
- 다이아나 스타코바
- 안나 룬드
- 슈퍼탤런트 오브 더 월드
- 브리튼스 갓 탤런트
- 아메리칸 아이돌
- 더 엑스 팩터
- 엘리트 모델 매니지먼트